# PDP-1

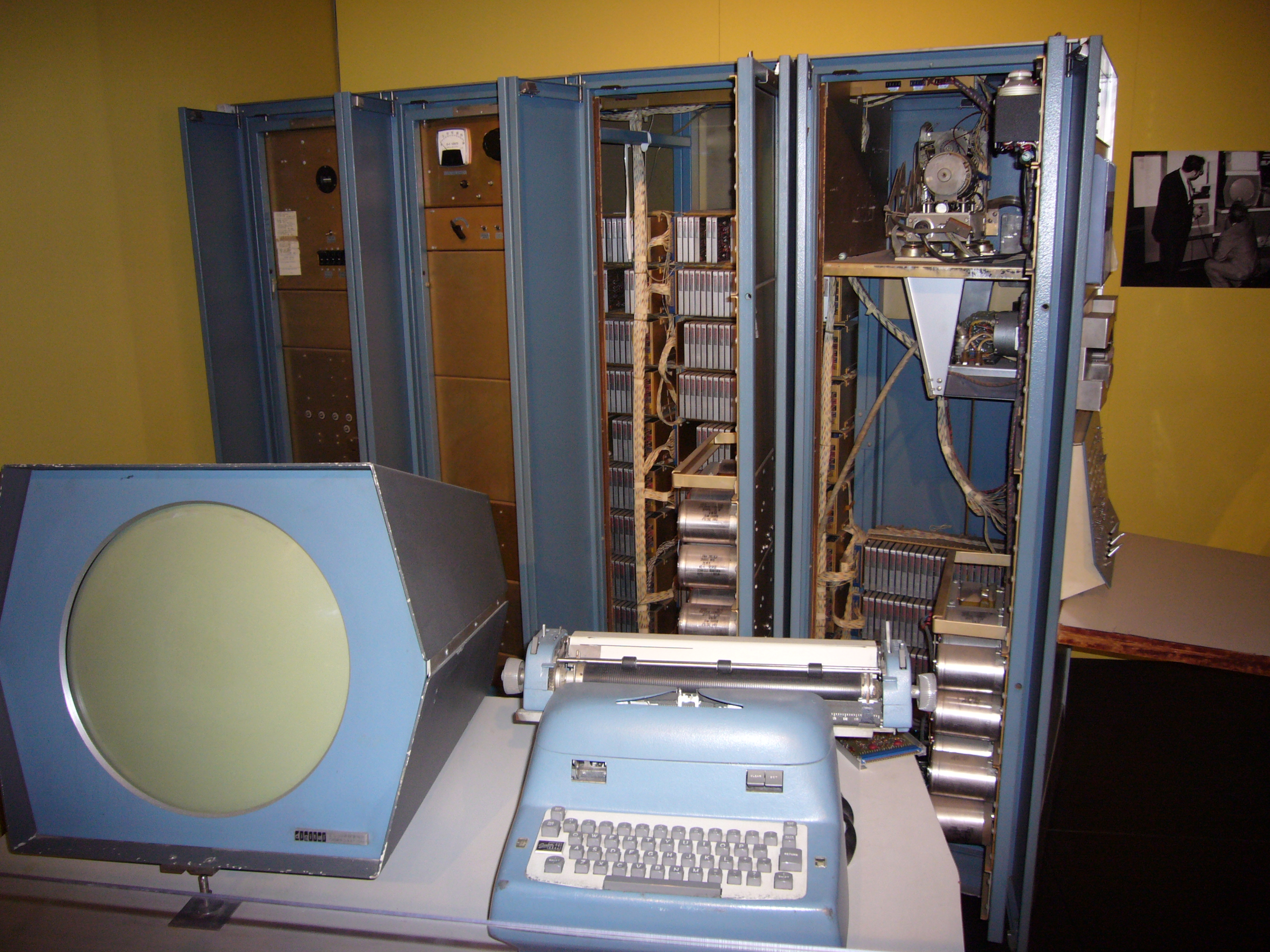
Ordenador PDP-1.

PDP-1 (Programmed Data Processor-1) fue el primer computador de la serie PDP de la Digital Equipment, producida por primera vez en 1960. Es famoso por ser el computador más importante en la creación de la cultura hacker en el MIT, BBN y en otras partes. El PDP-1 fue también el hardware original donde se jugó el primer videojuego computarizado de la historia, el Spacewar de Steve Russell.

## Descripción
El PDP-1 tenía palabras de 18 bits y 4K de palabras como memoria principal estándar (equivalente a 9 kilobytes), ampliable a 64K de palabras (144 KB). La duración de ciclo de memoria de núcleo magnético era 5 microsegundos (que corresponden rudamente a una "velocidad de reloj" de 200 kHz); consecuentemente, la mayoría de las instrucciones aritméticas tomaban 10 microsegundos (100.000 operaciones por segundo) porque tenían dos ciclos de memoria: uno para la instrucción y otro para la lectura del dato del operando.
El PDP-1 fue construido principalmente con módulos de sistema de la serie DEC 1000, usando transistores Micro-Alloy y Micro-Alloy-Diffused. Velocidad medida de conmutación: 5 MHz.

## Periféricos
Utilizó la cinta de papel perforado como su medio de almacenaje primario. A diferencia de las tarjeta perforadas, que podían ser clasificadas y reordenadas, la cinta de papel era difícil de editar físicamente. Esto inspiró la creación de programas del edición de texto tales como Expensive Typewriter y TECO.
Debido a que fue equipada con impresoras en y fuera de línea que fueron basadas en mecanismos de máquinas de escribir eléctricas de IBM, era capaz de que, en terminología de los años ochenta, hubiera sido llamada "impresión con acabado de calidad" y por lo tanto inspiró el TJ-2, un procesador de palabras muy temprano, que podría argumentarse como el primer procesador de textos.
La máquina de escribir de la consola fue el producto de una compañía llamada Soroban Engineering. Fue el mecanismo, de una máquina de escribir eléctrica IBM modelo B, modificado con la adición de interruptores para detectar cuando se tecleaba y solenoides para activar las barras de tipeado. Utilizó un mecanismo tradicional de barra de tipeado, no el mecanismo tipo "pelota de golf" de la máquina de escribir IBM Selectric, que apenas estaba comenzando a ser popular. El cambio a mayúsculas fue realizado subiendo y bajando la cesta masiva de los tipos. Fue equipada con una cinta de dos colores rojo y negro, y la interface permitió la selección de color. Los programas utilizaron comúnmente la codificación de color para distinguir la entrada del usuario de las respuestas de la máquina. El mecanismo de Soroban no era fiable y era propenso a atascos, particularmente al cambiar entre mayúsculas y minúsculas o al cambiar el color de la cinta. Se le tenía aversión ampliamente.
Los dispositivos fuera de línea eran típicamente máquinas de escribir Friden Flexowriters que habían sido construidas especialmente para funcionar con la codificación de caracteres FIO-DEC usada por el PDP-1. Al igual que la máquina de escribir de la consola, éstas fueron construidas alrededor de un mecanismo de tipeo que era mecánicamente igual al de una máquina de escribir eléctrica IBM. Sin embargo, las Flexowriters eran altamente confiables y frecuentemente utilizadas para las largas sesiones de impresión desatendidas. Las Flexowriters tenían perforadoras y lectoras de cinta de papel mecánicas que operaban sincrónicamente con el mecanismo de la máquina de escribir. El mecanografiado era realizado a cerca de diez caracteres por segundo. Un típico procedimiento de operación del PDP-1 era hacer salir el texto a la cinta de papel perforado usando el teletipo modelo BRPE de "alta velocidad" (60 caracteres por segundo), entonces llevar la cinta a una Flexowriter para impresión fuera de línea.

## Música
Los hackers del MIT también utilizaron el PDP-1 para reproducir música en armonía de cuatro partes, usando un hardware especial, cuatro biestables, controlados directamente por el procesador y filtrados con simples filtros RC. La música fue preparada vía el compilador de armonía de Pete Samson, un sofisticado programa basado en texto con algunas características especialmente orientadas hacia la codificación eficiente de la música barroca. Varias horas de música fueron preparadas para él, incluyendo las fugas de Bach, todas las Eine Kleine Nachtmusik de Mozart, villancicos de Navidad, y numerosas canciones populares[cita requerida].